# Hôtel de Clapiers
L'hôtel de Clapiers, parfois appelé de Thomassin, ou aussi de Brancas (à ne pas confondre avec l'hôtel de Brancas) est un hôtel particulier, situé au n° 26 de la rue Vauvenargues, à Aix-en-Provence.

## Historique
C'est un modeste immeuble, acquis en 1479 par Nicolas de Clapiers, seigneur de Pierrefeu. Il est venu à Aix sous le règne de René d'Anjou qui avait reçu l'office d'avocat des pauvres. Ses descendants sont restés à Aix et à Vauvenargues. r de Vauvenargues, était consul d'Aix pendant la peste de 1720-1721. Le roi, en récompense de ses services érigea sa terre de Vauvenargues en marquisat. Son fils, Luc de Clapiers, marquis de Vauvenargues, moraliste, est né dans cette maison en 1715. En 1652, une partie de la maison fut vendue à Alexandre de Thomassin, seigneur d’Aynac.
C'est aujourd'hui une propriété privée divisée en appartements particuliers.

## Commentaires
On observe sur sa façade une plaque commémorative de la naissance de Luc de Clapiers, moraliste et marquis de Vauvenargues, né dans le bâtiment le 5 août 1715.